# Diospyros gracilipes
Diospyros gracilipes är en tvåhjärtbladig växtart som beskrevs av William Philip Hiern. Diospyros gracilipes ingår i släktet Diospyros och familjen Ebenaceae. Utöver nominatformen finns också underarten D. g. gracilipes.